# Алілпродин
Алілпродин (англ. Allylprodine) — опіоїдний анальгетик, аналог продину. Препарат уперше відкритий компанією «Hoffmann-La Roche» у 1957 році під час дослідження спорідненого препарату петидину. При цьому досліджувались похідні петидину, щоб підтвердити теорію про те, що фенольні та нефенольні опіоїди зв'язуються в різних місцях опіатного рецептора. Алілпродин є більш сильним знеболювальним засобом, ніж подібні ліки, такі як альфапродин, а 3R, 4S-ізомер у 23 рази сильніший за морфін, завдяки зв'язуванню алільної групи з додатковою амінокислотною мішенню в місці зв'язування на μ-опіатному рецепторі. Алілпродин також є стереоселективним, оскільки один ізомер препарату набагато активніший. Алілпродин має такі ж ефекти, як інші опіоїди, зокрема знеболювальний та седативний ефект, а також має такі побічні ефекти, як нудота, свербіж, блювання та пригнічення дихання, які можуть бути шкідливими або смертельними.

## Правовий статус
Аллілпродин, як і морфін, у більшості країн регулюється, у тому числі він включений до Списку I Закону США про контрольовані речовини 1970 року як наркотик з ACSCN 9602 і річною сукупною квотою на виробництво 2 грами на 2014 рік.

### Австралія
Аллілпродин вважається забороненою речовиною Списку 9 в Австралії відповідно до стандарту щодо отруйних речовин (лютий 2017 року). Речовина зі Списку 9 — це речовина, якою можна зловживати або використовувати не за призначенням; виробництво, володіння, продаж або використання якої має бути заборонено законом, за винятком випадків, коли це потрібно для медичних чи наукових досліджень, або для аналітичних, викладацьких чи навчальних цілей із дозволу органів охорони здоров'я країни та/або штату чи території.

### Німеччина
Алілпродин у Німеччині є забороненим препаратом (Anlage I).